# Sándor Kocsis
Sándor Kocsis (Boedapest, 21 september 1929 – Barcelona, 22 juli 1979) was een vermaard profvoetballer uit Hongarije, die door zijn kopkracht bekendstond als Het Gouden Hoofd. In 68 interlands scoorde Kocsis 75 keer.

## Clubvoetbal
Kocsis begon zijn loopbaan als profvoetballer in 1948 bij Ferencváros, waar hij in 1949 de Hongaarse titel won. Vervolgens kwam hij in zijn geboorteland uit voor ÉDOSZ Budapest (1949-1950) en Honvéd (1950-1956). Bij Honvéd veroverde Kocsis nog drie landstitels (1952, 1954, 1955). Bovendien werd hij in 1951, 1952 en 1954 nationaal topscorer met respectievelijk 30, 36 en 33 doelpunten. In 1952 en 1954 won Kocsis bovendien de Gouden Schoen als Europees topscorer.
Tijdens de Hongaarse Opstand in 1956 was Kocsis met Honvéd op tournee in Spanje. Hij besloot niet terug te keren naar Hongarije en vluchtte naar Zwitserland, waar hij ging spelen voor Young Fellows Zürich. In 1958 volgde Kocsis zijn landgenoten Zoltán Czibor en Ferenc Puskás, eveneens gevluchte oud-spelers van Honvéd, naar Spanje. Kocsis en Czibor gingen op aanraden van hun landgenoot Ladislao Kubala spelen bij FC Barcelona, terwijl Puskas koos voor Real Madrid. Bij zijn debuut in de Primera División tegen Real Betis was Kocsis meteen trefzeker. De Hongaar zou bij FC Barcelona meerdere prijzen winnen, waaronder tweemaal de Spaanse landstitel (1959, 1960), tweemaal de Copa del Generalísimo (1959, 1963) en tweemaal de Jaarbeursstedenbeker (1958, 1960). Hij scoorde 22 goals in de verschillende Europa Cups voor Barça, waaronder in de verloren Europa Cup I-finale van 1961 tegen Benfica. In 1966 stopte Kocsis als profvoetballer.

## Nationaal elftal
Kocsis speelde tussen 1948 en 1956 68 interlands voor het Hongaars elftal, waarin hij 75 doelpunten maakte waarvan zeven hattricks.
Samen met onder meer Ferenc Puskás en Zoltán Czibor maakte Kocsis deel uit van het Hongaars wonderelftal van de vroege jaren vijftig dat bekendstond als de Magical Magyars. Ze werden olympisch kampioen in 1952 en versloegen Engeland met 6-3 op Wembley in 1953. 
De Magical Magyars waren dan ook de grote favoriet voor de wereldbeker van 1954 in Zwitserland. Kocsis en zijn ploeggenoten waren in uitstekende vorm en in de met 9-0 gewonnen openingswedstrijd tegen Zuid-Korea scoorde hij een hattrick. Vervolgens maakte de aanvaller vier goals in de 8-3-overwinning op West-Duitsland en nog twee doelpunten tegen Brazilië (4-2) in een gewelddadige wedstrijd die de geschiedenis inging als de Slag van Bern. In de halve finale nam Hongarije het op tegen regerend wereldkampioen Uruguay en door twee goals van Kocsis in blessuretijd werd deze wedstrijd met 4-2 gewonnen. In de finale waren de Magical Magyars hun magie echter kwijt. Het elftal kwam op een 2-0-voorsprong tegen West-Duitsland, dat zich echter terugvocht tot een 3-2-overwinning tegen de Hongaren. Kocsis scoorde niet in de finale, maar was met elf doelpunten wel met afstand topscorer van het toernooi. Het was echter het enige optreden van Kocsis op een wereldbeker.

## Latere leven en overlijden
Nadat Kocsis zijn loopbaan als profvoetballer had beëindigd, bleef hij in Spanje wonen. Hij opende een restaurant in Barcelona met de naam Tete D'Or, de Catalaanse versie van zijn bijnaam. Kocsis werkte ook als coach bij FC Barcelona en hij was hoofdtrainer bij Hércules CF tussen 1972 en 1974. Uiteindelijk ging het bergafwaarts met de oud-voetballer. Eerst kreeg hij een alcoholprobleem, gevolgd door leukemie en maagkanker. Op 22 juli 1979 pleegde Kocsis zelfmoord door vanuit de Clinica Quirón, het ziekenhuis in Barcelona waar hij verpleegd werd, naar beneden te springen.